# Elizabeth Gleadle
Elizabeth Gleadle (Vancouver, 5 dicembre 1988) è una giavellottista canadese.

## Palmarès
| Anno | Manifestazione          | Sede           | Evento                 | Risultato | Prestazione | Note |
| ---- | ----------------------- | -------------- | ---------------------- | --------- | ----------- | ---- |
| 2005 | Mondiali allievi        | Marrakech      | Lancio del giavellotto | 5ª        | 50,53 m     |      |
| 2006 | Mondiali juniores       | Pechino        | Lancio del giavellotto | 12ª       | 48,08 m     |      |
| 2009 | Universiadi             | Belgrado       | Lancio del giavellotto | 6ª        | 58,21 m     |      |
| 2012 | Giochi olimpici         | Londra         | Lancio del giavellotto | 12ª       | 58,78 m     |      |
| 2014 | Commonwealth            | Glasgow        | Lancio del giavellotto | 5ª        | 60,69 m     |      |
| 2015 | Giochi panamericani     | Toronto        | Lancio del giavellotto | Oro       | 62,83 m     |      |
| 2015 | Mondiali                | Pechino        | Lancio del giavellotto | 11ª       | 59,82 m     |      |
| 2016 | Giochi olimpici         | Rio de Janeiro | Lancio del giavellotto | 16ª (q)   | 60,28 m     |      |
| 2017 | Mondiali                | Londra         | Lancio del giavellotto | 12ª       | 60,12 m     |      |
| 2018 | Commonwealth            | Gold Coast     | Lancio del giavellotto | 4ª        | 59,85 m     |      |
| 2019 | Giochi panamericani     | Lima           | Lancio del giavellotto | Argento   | 63,30 m     |      |
| 2019 | Mondiali                | Doha           | Lancio del giavellotto | 16ª (q)   | 60,17 m     |      |
| 2021 | Giochi olimpici         | Tokyo          | Lancio del giavellotto | 23ª (q)   | 58,19 m     |      |
| 2022 | Mondiali                | Eugene         | Lancio del giavellotto | 9ª        | 59,59 m     |      |
| 2022 | Giochi del Commonwealth | Birmingham     | Lancio del giavellotto | 4ª        | 59,79 m     |      |
| 2022 | Campionati NACAC        | Freeport       | Lancio del martello    | 5ª        | 55,56 m     |      |